# Јово Јанковић
Joвo Јанковић (Крније код Сокоца, 1919 — Шићи, 1942), учесник Народноослободилачке борбе и народни херој Југославије.

## Биографија
Родио се у селу Крније код Сокоца 1919. године. Основну школу је завршио у Сокоцу, а од 1938. године се у свом селу бавио земљорадњом. Те године одлази у артиљеријску подофицирску школу где га је затекао Други светски рат. Био је активан у припреми устанка чим се вратио у свој родни крај. У устаничке редове на Романији је ступио у јулу 1941. године. Када су оформљене прве групе постављен је за командира Гласиначке групе, а када је група порасла постављен је за командира чете.
Са својим борцима сачекао је Немце у заседи на Лисина на Романији и засуо их бомбама. Уништио је жандармеријску станицу у Жљебовима, а нарочиту храброст је показао у борби са Немцима на Романији 18. августа 1941. године. У том нападу је погинуло 22 немачка војника, заробљена су три камиона, доста муниције и оружја. У августу 1941. године примљен је у КПЈ.
Са својом групом уествовао је у ослобађању Сокоца 25. августа 1941. године, а у борбама на Стамболчићу и Палама су убили више непријатељских војника. Током Друге непријатељске офанзиве показао је храброст и умешност у организовању одбране пошто је на Црвеним стијенама на Романији зауставио продор немачких снага које су биле много бројније.
Разболео се од тифуса у марту 1942. године у селу Шићи на Романији. Четници су напали болницу и тада се развила борба у коју су ступили многи рањени партизани. У том сукобу је погинуо Јово Јанковић. Његова цела породица је учествовала у народноослободилачкој борби, а као партизани су му погинули два брата и отац.
Указом председника ФНР Југославије Јосипа Броза Тита, 24. јула 1953. године, проглашен је за народног хероја.